# Getaway!
Getaway! (The Getaway) è un film del 1972 diretto da Sam Peckinpah, interpretato da Steve McQueen e Ali MacGraw.
Tratto dal romanzo Getaway di Jim Thompson, adattato per il cinema da un giovane Walter Hill, all'inizio della sua carriera, è stato ridistribuito in Italia nel 1976 col titolo Getaway, il rapinatore solitario.

## Trama
"Doc" McCoy è un ex-rapinatore, attualmente detenuto modello in un penitenziario perché i suoi complici lo hanno incastrato dopo aver scambiato un prigioniero per una somma di denaro. Jack Beynon è un politico ricco e corrotto, presidente della commissione per il condono e la libertà condizionata; Doc sa che potrebbe farlo uscire di prigione in anticipo e suggerisce a sua moglie Carol di parlare con lui. Il potente faccendiere fa scarcerare McCoy ma per utilizzarlo in una rapina di cui è il mandante: il suo compito sarà quello di svaligiare una banca, fianco a fianco con due complici imposti da Beynon, gli stessi che lo avevano consegnato alla giustizia.
La rapina frutta mezzo milione di dollari ma Frank, uno dei due complici, uccide una guardia giurata e lui stesso muore, ucciso per mano di Rudy, l'altro complice. Con una fuga spettacolare Doc e Rudy riescono a sfuggire alla polizia ma, arrivati in una radura sicura, i due vengono al dunque: Doc capisce che Rudy vorrebbe sbarazzarsi anche di lui prendendo con sé l'intero bottino e lo neutralizza crivellandolo di colpi, ma in realtà riesce solo a ferirlo perché indossa segretamente un giubbotto antiproiettile. 
Doc si reca da Beynon insieme a sua moglie e, nel constatare che dentro la valigetta mancano duecentomila dollari dalla somma rapinata, scopre che dietro la rapina c'era un torbido piano. Il fratello di Beynon infatti, direttore della banca, ha voluto questo complicato progetto per mascherare un furto "interno". Con una serie di sorprese a incastro, Doc scopre anche che Carol, per ottenere la sua scarcerazione, ha dovuto concedersi al boss corrotto. A questo punto Carol, con una rabbia distruttiva, spara e uccide Beynon. In fuga verso il Messico, Carol spiega disperata a Doc di essere stata costretta a tradirlo per tirarlo fuori dai guai. 
Il viaggio è vertiginoso e punteggiato da inseguimenti e scontri a fuoco in cui sono coinvolti Rudy, che nel frattempo prende in ostaggio un veterinario e sua moglie, gli uomini di Beynon e di suo fratello e la polizia. Doc e Carol si fanno perfino rubare la valigetta e devono recuperarla faticosamente in un treno. Infine, tutti i personaggi coinvolti nell'inseguimento si ritrovano in un motel di El Paso, al confine con il Messico: dopo una gigantesca sparatoria, McCoy e sua moglie riescono a superare la frontiera grazie all'aiuto di un vecchio che li carica su un camioncino. Dopo il passaggio, i due ricompensano generosamente l'uomo acquistando addirittura il camioncino e, portando in salvo il malloppo, cominciano una nuova vita insieme.

## Produzione
Nel corso del 1972, a Steve McQueen venne proposto il copione di Getaway!, basato su un giallo d'azione dello specialista Jim Thompson; il film era stato assegnato in un primo momento alla regia di Peter Bogdanovich, ma questi si era impegnato a portare a termine anche il progetto di Ma papà ti manda sola?, per cui McQueen decise di affidare il film a un altro regista, dopo aver fatto modificare la sceneggiatura da un ancora sconosciuto Walter Hill. Peckinpah trovò subito il progetto molto congeniale, perché gli avrebbe permesso di lavorare nuovamente con Steve McQueen e per i collegamenti con il Messico, paese che esercitava su di lui un grande fascino. 
McQueen non fu pagato a cachet ma volle una percentuale sugli incassi, il che si rivelò un enorme affare visto il successo che ebbe il film; inoltre si riservò il final cut, uno dei motivi che aveva fatto desistere Bogdanovich. Per il ruolo femminile si era pensato a Cybill Shepherd o a Angie Dickinson, ma il produttore Robert Evans riuscì a imporre sua moglie Ali MacGraw, benché inesperta, unicamente grazie alla notorietà che ella aveva ottenuto con Love Story. La MacGraw dichiarò di essere terrorizzata dal lavorare con un attore e con un regista dichiaratamente "dediti al bicchiere", ma tra lei e Steve McQueen nacque subito una forte attrazione, tanto che egli, reduce da un matrimonio fallito, volle sposarla in seconde nozze dopo il suo divorzio da Evans. 
Le riprese si svolsero nel Texas, tra San Marcos, San Antonio e El Paso. Originariamente erano state previste a Dallas, ma il regista cambiò idea: quando si trovò nel crocevia che era stato fatale a John Kennedy, ebbe un soprassalto umorale e fece smontare il set imponendo alla produzione di cambiare città.
Una volta terminato, il film fu montato con un commento musicale di Jerry Fielding, che aveva già lavorato con il regista ne Il mucchio selvaggio e Cane di paglia, ma McQueen insisté per una colonna sonora in stile jazzistico e ingaggiò Quincy Jones, che compose dei brani utilizzando l'armonica a bocca di Toots Thielemans e la voce di Don Elliott.

## Riconoscimenti
Il film è stato candidato al Golden Globe per la migliore colonna sonora originale e al Golden Reel Award per il miglior montaggio sonoro.

## Remake
Nel 1994 è stato realizzato il remake Getaway, diretto da Roger Donaldson e interpretato da Alec Baldwin e Kim Basinger.